# Kanzel (Deisenhofen)

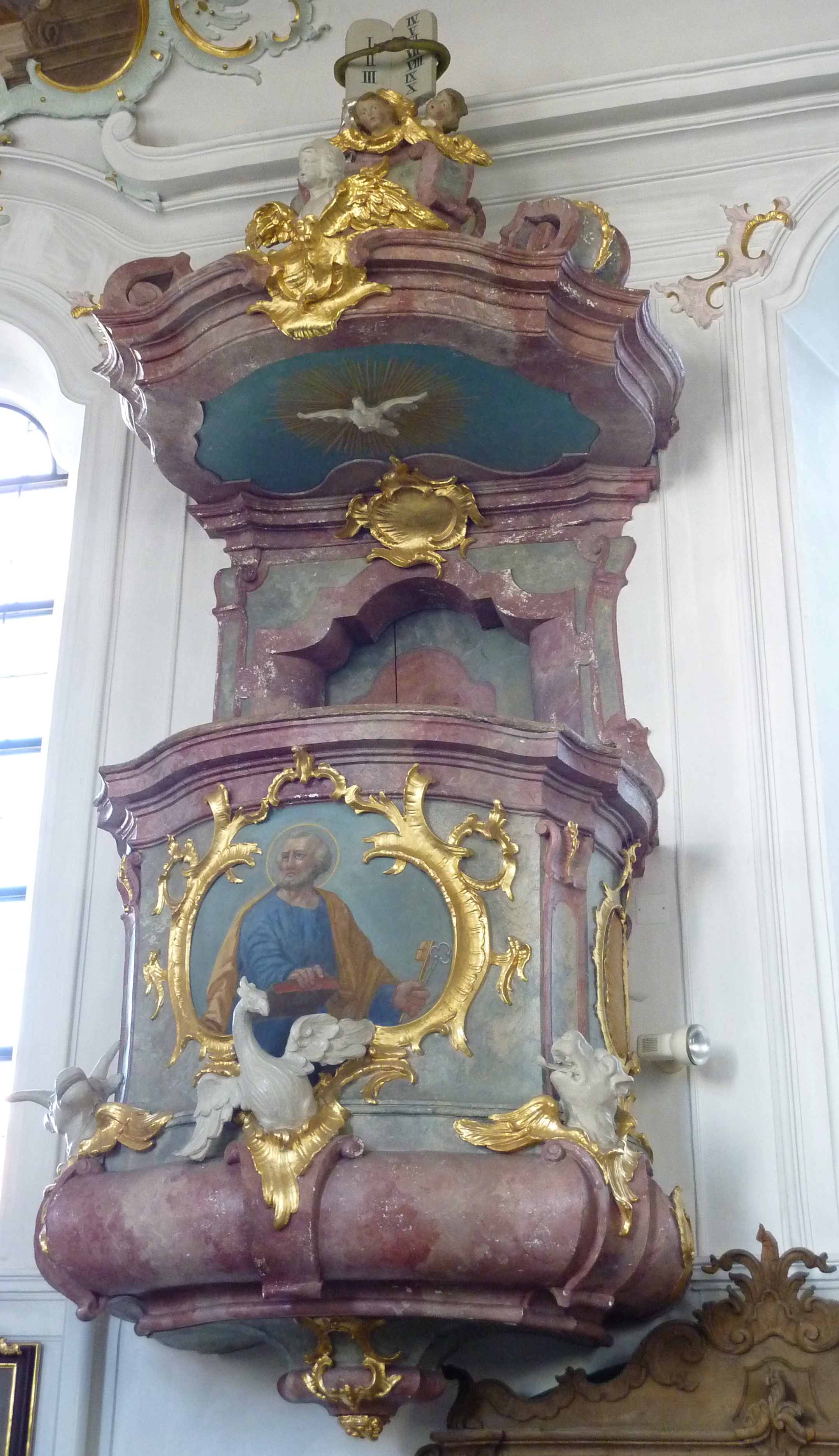
Kanzel in Deisenhofen

Die Kanzel in der katholischen Pfarrkirche St. Nikolaus in Deisenhofen, einem Ortsteil der Gemeinde Höchstädt an der Donau im Landkreis Dillingen an der Donau im bayerischen Regierungsbezirk Schwaben, wurde um 1760 geschaffen. Die Kanzel ist ein Teil der als Baudenkmal geschützten Kirchenausstattung.
Die hölzerne Kanzel im Stil des Rokoko besitzt einen ovalen Kanzelkorb mit Pilastergliederung. An der Vorderseite ist ein Bild des Apostels Petrus mit Schlüssel zu sehen, das vermutlich von Johann Anwander geschaffen wurde. Am Sockelwulst sind die drei Symbole der Evangelisten Lukas, Matthäus und Markus angebracht.
Der Schalldeckel mit reich profiliertem Gesims wird von den Gesetzestafeln bekrönt, die von Puttenköpfen auf Wolkenballen getragen werden. Die Gesetzestafeln sind von der Schlange, die sich in den Schwanz beißt, umringt. 
Am Schalldeckelrand ist das vierte Evangelistensymbol, der Adler des Johannes, und unter dem Schalldeckel die Heiliggeisttaube zu sehen.
Die Rückwand mit Tür ist rosa-bläulich marmoriert.